# Apachyidae
Apachyidae – rodzina skorków z podrzędu Neodermaptera i nadrodziny Apachyoidea.
Takson ten wprowadzony został w 1902 roku przez Karla Wilhelma Verhoeffa. Rodzina ta jest jedyną z monotypowej nadrodziny Apachyoidea, tworzącej wraz z hemimerydami parworząd Paradermaptera. Do Apachyidae należy 15 opisanych gatunków, zgrupowanych w 2 rodzajach:
- Apachyus Audinet-Serville, 1831
- Dendroiketes Burr, 1909

Skorki te mają silnie spłaszczone ciało, silniej u Apachyus niż u Dendroiketes. Stosunkowo szeroka ich głowa ma ścięty tył, wyraźne szwy i długie, złożone z 30–50 członów czułki, z których pierwszy jest gruby i długi. Przedplecze jest eliptyczne lub prostokątne w zarysie. Wyraźna, trójkątna tarczka ma spiczasty wierzchołek. Pokrywy jak i skrzydła tylnej pary są dobrze wykształcone. Przedpiersie jest rozszerzone z tyłu, śródpiersie prawie czwaorokątne z tylną krawędzią ściętą i tylnymi kątami zaokrąglonymi, a zapiersie duże z tylną krawędzią falistą. Odnóża mają smukłe golenie. Odwłok ma boki równoległe, ostatni z tergitów duży i prawie czworokątny, a przedostatni ze sternitów przynajmniej u samców wydłużony ku tyłowi w dwa ostre płatki. Przysadki odwłokowe przekształcone są w szczypce o ramionach płaskich, nieuzbrojonych, u samca łukowato lub kątowo zakrzywionych, u samicy prostszych.
Przedstawiciele rodziny rozprzestrzenieni są w tropikalnej Afryce i Azji aż po Nową Gwineę.